# Струве, Густав Егорович
Густав Его́рович Стру́ве (4 (16) августа 1833—10 (22) июня 1882) — российский инженер и предприниматель. Генерал-майор (1879), почётный гражданин города Коломны и Московской губернии. 
Правнук Антона Себастьяна фон Струве, внук дипломата Густава Струве, сын управляющего лесными угодьями Королевства Польского Георга фон Струве (1802—1886), брат Аманда и Генриха Струве. 
Множество родственников Струве (дядья, двоюродные братья) были русскими дипломатами. 

## Биография
Окончил курсы Главного Инженерного училища. Служил в составе инженерной службы российской Южной армии, где участвовал в инженерной реконструкции Аккерманской крепости, сооружении батарей Одесской гавани и оборонительной линии Николаева. С 1863 года — один из руководителей реконструкции Кронштадтской крепости.
В 1860 году произведен в капитаны, в 1862 году — в подполковники. В 1863 году назначен помощником руководителя строителя Кронштадтской крепости.
В 1866 году перенял от брата Аманда руководство «Заводом инженеров братьев Струве» в Коломне (ныне Коломенский завод) и управлял им до конца жизни. Расширяя ассортимент производимой продукции, организовал производство паровозов (1869) и пароходов (1878), вдвое увеличил территорию завода.
В 1870 году на заводе по предложению Густава Егоровича было открыто профессиональное училище, где подростки обучались бесплатно, а позже для выпускников были организованы курсы по совершенствованию технических знаний. И в училище, и на заводе работали библиотеки. Имелась больница, безвозмездная для рабочих и их семей. Были открыты столовая, баня. Рабочим помогали приобретать в аренду участки земли и строить дома.
В июне 1872 году в Симбирске братьями Струве был построен водопровод: водонапорная башня, водозабор, протянут по городу 3500 сажен водопроводных труб, обустроив по линии восемь простых водоразборных колодцев, восемь разборных колодцев с пожарными кранами и восемь простых кранов, предназначенных для пожарных случаев. А также было обустроено четыре фонтана.
В 1879 году «за отличную усердную службу» Густав Струве был награжден орденом Святого Владимира IV степени, в этом же году за отличие по службе произведен в генерал-майоры. 
Похоронен на кладбище при Церкви Всех Святых, располагавшейся на территории Коломенского машиностроительного завода. 

## Семья
Жена — Ольга Фёдоровна Дризен (5.10.1844—24.1.1913), пианистка, дочь генерала от инфантерии Федора Васильевича Дризена. 
Семья была многодетной. 
- Георгий Густавович (1867—?), владелец завода по производству механических принадлежностей для текстильных машин в Митвайде. Эмигрировал в 1920-е годы[3]. Его жена (с 1890) — Любовь Сергеевна Алексеева (1871—1941), дочь промышленника С.В.Алексеева, сестра К.Станиславского. Развелись в 1893 году.
- Аделаида Густавовна (1873—1874)[4]
- Евгения Густавовна, ум. в раннем детстве
- Александра Густавовна, в замуж. Алексеева (1872—1929, Париж). Ее муж — Георгий Сергеевич Алексеев (1869—1920), сын промышленника С.В.Алексеева, брат К.Станиславского, купец, потомственный почетный гражданин,  директор отделения фирмы «Владимир Алексеев» в Харькове, организовал в Харькове первый народный общедоступный театр. Расстрелян в Крыму большевиками вместе со своими сыновьями, Павлом (1895–1920), Олегом (1900–1920) и Ростиславом (1901–1920)[5].
- Николай Густавович (1875—1920, Париж), музыкальный деятель. Жена — Вера Николаевна, урожд. Пастухова (1878—?), сын — Николай.
- Екатерина Густавовна (1877—1929, Ленинград). Ее муж — барон Александр Амандович Крюденер-Струве. 
  - Их сыновья: Борис Александрович Струве (Струве-Крюденер; 1897—1947), виолончелист, музыковед[6], Георгий Александрович Крюденер-Струве (1899—?), скрипач, концертмейстер, жил в Ленинграде, арестован в 1935-м, а затем в 1942 году[7][8], Дмитрий Александрович Крюденер-Струве (1903—1945), несколько раз арестовывался (в 1920 году), работал учителем, в 1937 году арестован и приговорен к ВМН[9][10], Александр Александрович фон Крюденер-Струве (1903—1981, Нью-Йорк), музыкант, оперный певец, дирижер, участник хора Донских казаков Сергея Жарова; в 1922 году жил в Риге и в Советскую Россию не вернулся.
- Розалия-Анна Густавовна, в замуж. Дризен (1878—?). Муж — Дризен Николай Васильевич (1868–1935). Их сын — Владимир (1900—1941), неоднократно был арестован[11], погиб в блокадном Ленинграде[12].
- Маргарита Густавовна (1879—1933), в замуж. Булгакова. Муж — Булгаков Василий Петрович (1879–1943).
- Сергей-Константин Густавович (1881—1915), флигель-адъютант Николая II[13], убит на фронте Первой мировой войны[14].
- Василий (Вильгельм Альберт) Густавович (1882—1945, Казань), член правления «Акционерного общества Коломенского машиностроительного завода» и член правления концерна «Коломна-Сормово». Репрессирован[15].  
  - Его сын — Кирилл Васильевич Струве (1906—после 1970), физик, кандидат физико-математически наук, преподаватель, также был репрессирован[16]. Одно время был женат на актрисе В.В.Сошальской[17]. Похоронен на Красненьком кладбище.